# Cal Vilaró (Calders)
Cal Vilaró és una masia del terme de Calders, al Moianès situada a 542 metres d'altitud. Pertany a la parròquia de Sant Vicenç de Calders.
Està situada al costat de ponent de la mateixa població de Calders, a migdia del raval de ponent del poble. És pràcticament a tocar de la carretera B-431 en el seu pas per l'extrem de ponent del poble, i s'hi accedeix per un carrer asfaltat en poc menys de 40 metres de recorregut.